# Paleochora

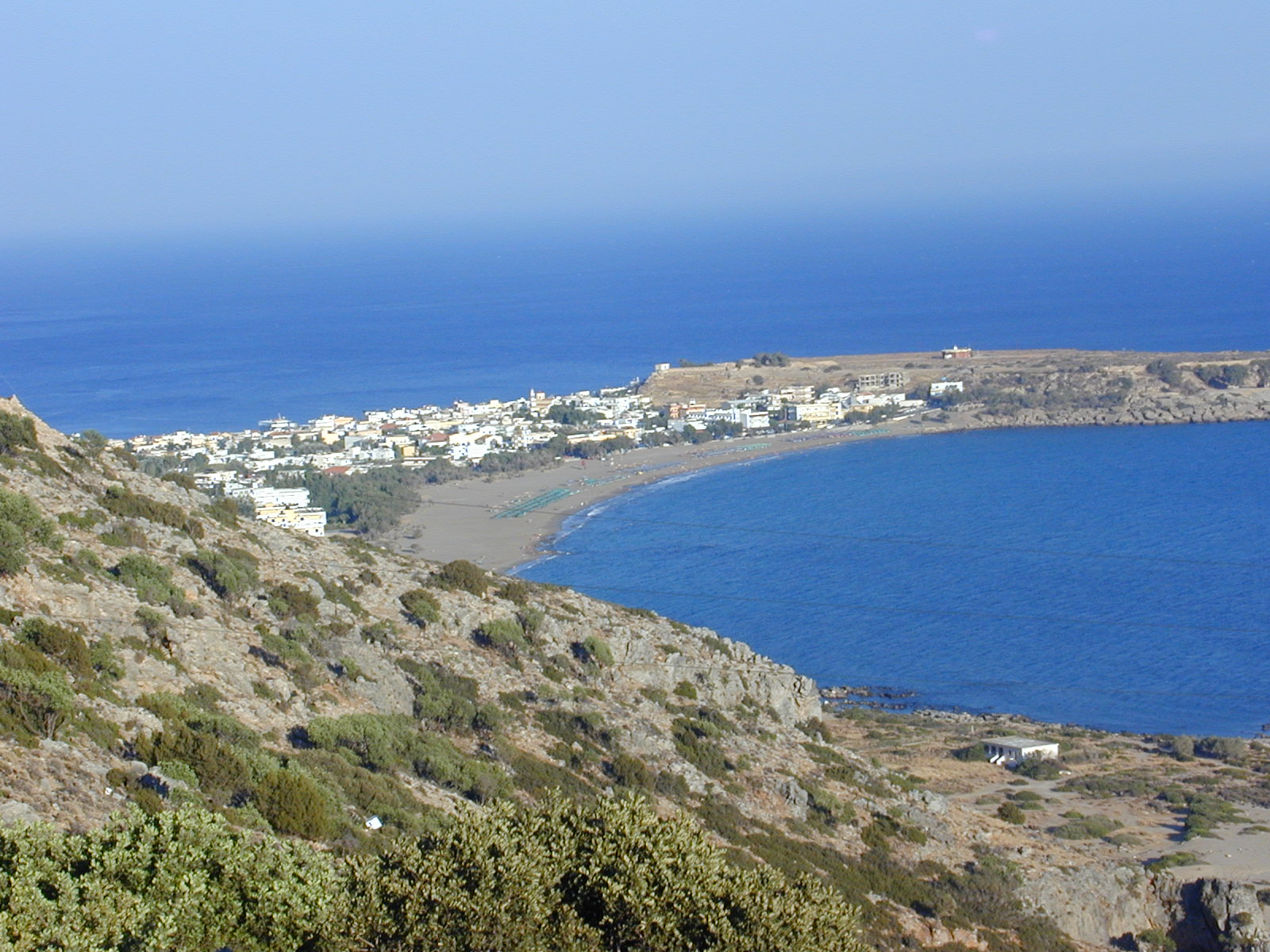
Vy mot Paleochora.

Paleochora (grekiska: Παλαιοχωρα eller Παλιόχωρα) är en ort på Kretas sydkust, i regiondelen Chania i Grekland. Orten är byggd på ett litet näs på vilket det finns ett venetianskt fort, som tidigare hette Selino Kasteli. Paleochora hade 1 891 invånare (2011).
Paleochoras läge utgör redan i sig en sevärdhet. Såväl på den östra som den västra sidan finns stränder; den östra med småsten och den västra med mjuk sand. Invånarna är främst sysselsatta med turismen, olivodling, fiske, och växthusodling av tomater.